# Dodecatheon dentatum
Espèce
Classification phylogénétique
Dodecatheon dentatum est une espèce de plantes à fleurs de la famille des Primulaceae.
C'est une plante vivace rustique formant des touffes de feuilles disposées en rosette.
Les feuilles de 3 à 8 cm de long, sont oblongues, lancéolées, longuement pétiolées. Leur couleur varie du vert pâle à moyen. La plante mesure jusqu'à 20 cm, aussi bien en hauteur qu'en diamètre.
Floraison : en mai, ombelles de deux à cinq fleurs de 2 cm de long, blanches parfois tachetées de pourpre à la base, avec des anthères saillantes pourpre foncé.
Synonyme :
- Primula latiloba (A. Gray) A.R. Mast & Reveal